# Ion N. Petrovici
Ion N. Petrovici, né le 19 août 1929 à Ploiești (Roumanie) et mort le 19 février 2021, est un neurologue allemand d'origine roumaine. Il est professeur de neurologie et psychiatrie et Directeur de la Clinique neurologique Merheim de l'université de Cologne (Allemagne). On lui doit la description du Syndrome alterne asphygmo-pyramidal dans les occlusions de l'artère carotidienne.

## Biographie
Ion N. Petrovici fréquente le lycée Saints Pierre et Paul dans sa ville natale et obtient en 1947 le baccalauréat ès lettres.
Après avoir fini ses études de médecine à l'université de Bucarest (Roumanie), on lui décerne en 1953 le titre de docteur ès médecine avec une thèse sur les Discopathie dégénératives.

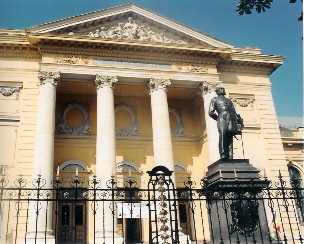
Faculté de Médecine - Bucarest

Il s'est spécialisé en neurologie dans la section clinique de l'Institut de recherches neurologiques de l'Académie roumaine, sous la direction d'Arthur Kreindler et Vlad Voiculescu pendant les années 1956-1959.
À partir de 1964 il conduira le service de diagnostic préopératoire de la clinique de neurochirurgie de l'université de Bucarest, sous la direction de Constantin Arseni. Il y poursuit ses études sur les maladies cérébro-vasculaires, déjà commencées dans l'Institut de recherches neurologiques, et en 1965 publie, avec la collaboration de Constantin Arseni et Frank Nass, la monographie sur Les maladies vasculaires du cerveau et de la moelle épinière.
Taxé d'adversaire du régime communiste de Roumanie, il se heurte à de nombreuses difficultés, qui l'ont déterminé en 1969 d'émigrer en Allemagne. Ici commence son activité dans l'Institut Max-Planck de recherches neurologiques de Cologne, sous la direction de Klaus-Joachim Zülch. Il entame une série d'études sur la thérapie de tumeurs cérébrales malignes, la spécialisation hémisphérique fonctionnelle et le transfèrement interhémisphérique de l'information, l'hémisphère cérébrale mineure et le langage.

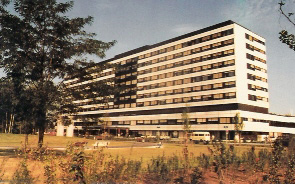
Clinique Merheim de l'Université de Cologne

En 1978 il reçoit la venia legendi et en 1983 il est nommé professeur de neurologie et psychiatrie à l'université de Cologne. Petrovici devient en 1985 directeur de la clinique neurologique Merheim de l'université de Cologne, où il restera jusqu'à sa retraite en 1994.
Ion N. Petrovici est membre actif dans nombreuses sociétés scientifiques: Deutsche Gesellschaft für Neurologie, Deutsche Gesellschaft für Klinische Neurophysiologe, Società Italiana di Neurologia, Societatea Română de Neuroendocrinologe, European Neurological Society, New York Academy of Sciences et Fellow of the Royal Society of Medicine (Londres).
En 1994 il a été nommé membre honorifique de l'Académie roumaine de sciences médicales et en 2003 reçoit la médaille commémorative « G. Marinescu » de l'Académie roumaine.

### Syndrome alterne asphygmo-pyramidal
En 1962, Ion N. Petrovici décrit avec Alexandru Fradis le syndrome alterne asphygmo-pyramidal : en cas d'une occlusion de l'artère carotidienne on constate une asphygmie des branches collatérales de l'axe carotidien du côté de l'obstruction, dans la présence d'une hémiparésie controlatérale (Psychiatria et Neurologia-Basel, 1962,144:137-155).